# نيت إبرامز
نيت إبرامز (بالإنجليزية: Nate Abrams)‏ هو لاعب كرة قدم أمريكية أمريكي، ولد في 25 ديسمبر 1897 في غرين باي في الولايات المتحدة، وتوفي في 30 أبريل 1941.

## وصلات خارجية
- نيت إبرامز على موقع مرجع كرة القدم المحترفة.كوم (الإنجليزية)